# アイコニア・ホスピタリティ
アイコニア・ホスピタリティ株式会社は、東京都に本社を置く日本のホテル・短期賃貸マンションの管理運営会社である。アメリカ合衆国の投資ファンドのフォートレス・インベストメント・グループの完全子会社。
2025年7月1日に株式会社マイステイズ・ホテル・マネジメントから現社名へ変更した。

## 概要
1999年、ウィークリーマンションツカサがウィークリーマンション事業をリーマン・ブラザーズに売却したことに伴い設立。ウィークリーマンション東京としてウィークリーマンション事業を展開していたが、順次改装を行い、現在は形態ごとに別ブランド（アートホテル、ホテルマイステイズ / 同プレミア、フレックステイイン、 MyCUBE by MYSTAYS、亀の井ホテル、マイステイズプレミアレジデンス、アイコニアコレクション（2025年現在））として運営している。
ホテル運営客室数は、2022年（令和4年）時点において日本で業界4位（東横イン、アパグループ、ルートインジャパンに次ぐ）である。

## 沿革
- 1999年（平成11年）7月8日 - 株式会社ウィークリーマンション東京として設立。
- 2012年（平成24年）6月 - フォートレス・インベストメント・グループに買収される[4]。
- 2013年（平成25年）4月1日 - 株式会社フレックステイ・ホテルマネジメントへ社名変更[5]。
- 2014年（平成26年）7月28日 - 株式会社マイステイズ・ホテル・マネジメントへ社名変更[6]。
- 2016年（平成28年）3月1日 - 株式会社ナクアホテル&リゾーツマネジメント及び株式会社アートホテルズをグループ会社化[7]。
- 2017年（平成29年）
  - 7月28日 - 人間型ロボット「Pepper」を用いたロボットによる多言語対応サービス導入を発表[8]。
  - 12月27日 - フォートレス・インベストメント・グループがソフトバンクグループの子会社となる[9]。
- 2018年（平成30年）11月2日 - グループ国内89棟でAlipay（2017年11月に導入）、WeChat Pay（2018年7月に導入）に加え、PayPayの導入開始[10]。
- 2022年（令和4年）
  - 4月 - 日本郵政よりかんぽの宿30施設を譲受[11]。
  - 11月 - フォートレス・インベストメント・グループが ACAO SPA & RESORT から買収した熱海市のホテル HOTEL ACAO ANNEX と HOTEL ACAO の運営を引き継ぐことを発表[12]。
- 2023年（令和5年）
  - 8月、「草津温泉 ホテルおおるり」を「亀の井ホテル 草津湯畑」として11月に開業することを発表[13]。
  - 9月、所有する「まかど観光ホテル」「和心の宿 姫の湯」「プラザホテル山麓荘」「日光湯西川 平家本陣」を10月に「亀の井ホテル」ブランドへ変更することを発表[14]。これにより同ブランドは37施設になる。

- 2025年（令和7年）
  - 1月、セラヴィリゾート泉郷が経営する 20 ホテルについて、ホテル運営に関する業務委託契約を締結。
  - 2月、親会社のフォートレスが取得したシーガイアのラグゼ一ツ葉及びコテージ・ヒムカの運営開始。
  - 5月29日、これまでホテルブランドによってバラバラだったポイントプログラムを統一、新ロイヤリティプログラム「GoTo Pass」としてスタート。
  - 6月6日、シーガイアのシェラトン・グランデ・オーシャンリゾートの運営を開始。同日よりフェニックス・シーガイア・オーシャン・タワーに名称変更し、ラグゼ一ツ葉及びコテージ・ヒムカも同日にシーガイア・フォレスト・コンドミニアム、シーガイア・フォレスト・コテージへ変更。
  - 7月1日、社名をアイコニア・ホスピタリティ株式会社へ変更[2]。

## 施設一覧

### ホテルマイステイズ
北海道
- ホテルマイステイズプレミア札幌パーク
- ホテルマイステイズ札幌アスペン
- ホテルマイステイズ札幌駅北口
- ホテルマイステイズ札幌中島公園
- ホテルマイステイズ札幌中島公園別館
- ホテルマイステイズ札幌駅北口
- ホテルマイステイズ札幌すすきの（旧 ホテルカイコー札幌）
- ホテルマイステイズ函館五稜郭（旧 ホテルネッツ函館）
- ホテルマイステイズ名寄
- ホテルマイステイズ函館駅前（旧 フレックステイイン函館駅前）

東北
- ホテルマイステイズ青森駅前

東京
- ホテルマイステイズ東池袋
- ホテルマイステイズ西新宿
- ホテルマイステイズ浅草
- ホテルマイステイズ浅草橋
- ホテルマイステイズ亀戸
- ホテルマイステイズ神田
- ホテルマイステイズ日暮里
- ホテルマイステイズ御茶ノ水 コンファレンスセンター
- ホテルマイステイズ上野イースト
- ホテルマイステイズ上野稲荷町
- ホテルマイステイズ上野入谷口
- ホテルマイステイズ清澄白河
- ホテルマイステイズプレミア赤坂
- ホテルマイステイズプレミア浜松町
- ホテルマイステイズプレミア大森
- ホテルマイステイズ五反田
- ホテルマイステイズ五反田駅前
- ホテルマイステイズ浜松町
- ホテルマイステイズ羽田
- ホテルマイステイズ蒲田
- ホテルマイステイズプレミアレジデンス浜松町
- ホテルマイステイズプレミアレジデンス大森
- ホテルマイステイズプレミアレジデンス芝
- ホテルマイステイズ立川

関東地方
- ホテルマイステイズ横浜（旧 ニューオータニイン横浜）
- ホテルマイステイズ横浜関内
- ホテルマイステイズ舞浜
- マイステイズ新浦安 コンファレンスセンター
- ホテルマイステイズプレミア成田（旧 成田エクセルホテル東急）
- ホテルマイステイズ蘇我
- ホテルマイステイズ宇都宮（旧 宇都宮ポートホテル、旧ホテルフェアシティ宇都宮）

中部地方
- ホテルマイステイズ富士山
- ホテルマイステイズプレミア金沢
- ホテルマイステイズ金沢キャッスル
- ホテルマイステイズ名古屋栄（旧 三井アーバンホテル名古屋 ← 名古屋金谷ホテル）

近畿地方
- ホテルマイステイズ京都四条
- ホテルマイステイズプレミア堂島
- ホテルマイステイズ御堂筋本町
- ホテルマイステイズ大手前
- ホテルマイステイズ堺筋本町
- ホテルマイステイズ心斎橋
- ホテルマイステイズ心斎橋イースト
- ホテルマイステイズ新大阪 コンファレンスセンター

中国地方
- ホテルマイステイズ広島平和公園前

四国地方
- ホテルマイステイズ松山

九州地方
- ホテルマイステイズ福岡天神
- ホテルマイステイズ福岡天神南
- ホテルマイステイズ大分

### フレックステイイン
- フレックステイイン鹿島セントラル（旧：鹿島セントラルホテル本館）
- フレックステイイン白金
- フレックステイイン中延
- フレックステイイン江古田
- フレックステイイン東十条
- フレックステイイン飯田橋
- フレックステイイン巣鴨
- フレックステイイン常盤台
- フレックステイイン品川
- フレックステイイン桜木町
- フレックステイイン川崎貝塚
- フレックステイイン川崎小川町
- フレックステイイン多摩川
- フレックステイイン新浦安

### マンスリーレジデンス
- マンスリーレジデンス高田馬場
- マンスリーレジデンス中延

### MyCUBE
- MyCUBE by MYSTAYS浅草蔵前

### アイコニアコレクション
旧：マイステイズコレクション。
- ホテルノルド小樽
- ホテルソニア小樽
- 函館国際ホテル
- 天然温泉 田沢湖レイクリゾート
- ほったらかしの宿 ゆうふり那須塩原（旧：塩原温泉 八汐荘）
- ホテルエピナール那須
- 草津温泉　大東舘
- 草津温泉ホテルリゾート
- 蓼科グランドホテル滝の湯
- 白浜オーシャンリゾート
- ホテルニューアカオ
- 熱川オーシャンリゾート
- 伊良湖オーシャンリゾート
- 百年庭園の宿 翠水
- 霧島国際ホテル[15]
- フサキビーチリゾート　ホテル＆ヴィラズ
- スパリゾートハワイアンズ ホテルハワイアンズ
- スパリゾートハワイアンズ ウイルポート
- スパリゾートハワイアンズ モノリスタワー
- ハワイアンズグランピング マウナヴィレッジ
- フェニックス・シーガイア・オーシャン・タワー
- シーガイア・フォレスト・コンドミニアム
- シーガイア・フォレスト・コテージ

### アートホテル
- アートホテル旭川（旧：アートホテルズ旭川 ← ロワジールホテル旭川 ← 旭川パレスホテル）
- アートホテル青森（旧：青森ワシントンホテル）
- アートホテル弘前シティ（旧：ホテルナクアシティ弘前）
- アートホテル盛岡（旧：ホテル東日本盛岡）
- アートホテル成田（旧：成田ビューホテル）
- アートホテル鹿島セントラル（旧：鹿島セントラルホテル新館）
- アートホテル日暮里 ラングウッド（旧：ホテルラングウッド）
- アートホテル新潟駅前（プラーカ新潟1内）（旧：ホテルラングウッド新潟 ← チサンホテル&コンファレンスセンター新潟←新潟ワシントンホテル）
- アートホテル上越（旧：ホテルラングウッド上越 ← ロワジールホテル上越 ← マンテンホテル上越 ← ワシントンホテル上越）[16]
- アートホテル大阪ベイタワー（OSAKA BAY TOWER内）（旧：ホテル大阪ベイタワー ← 三井アーバンホテル大阪ベイタワー）
- アートホテル小倉 ニュータガワ[17]（旧：ホテルニュータガワ）
- アートホテル大分（旧：アリストンホテル大分）
- アートホテル宮崎 スカイタワー（旧：ホテルスカイタワー宮崎駅前）
- アートホテル鹿児島（旧：レンブラントホテル鹿児島）
- アートホテル石垣島（旧：ホテル日航八重山 ← 南西グランドホテル石垣）

### 亀の井ホテル
- 亀の井ホテル 別府
- 亀の井ホテル 青森まかど（旧：まかど観光ホテル）[18]
- 亀の井ホテル 秋田湯瀬（旧：和心の宿 姫の湯）
- 亀の井ホテル 田沢湖（旧：プラザホテル山麓荘）
- 亀の井ホテル 一関（旧：かんぽの宿一関）
- 亀の井ホテル 塩原 ワンちゃんの宿（旧：かんぽの宿塩原）
- 亀の井ホテル 奥日光湯元（旧：おおるり山荘）[19]
- 亀の井ホテル 日光湯西川 オールインクルーシブホテル（旧：日光湯西川平家本陣）[20]
- 亀の井ホテル 喜連川（旧：かんぽの宿栃木喜連川温泉）
- 亀の井ホテル 草津湯畑（旧：草津温泉 ホテルおおるり）
- 亀の井ホテル 大洗（旧：かんぽの宿大洗）
- 亀の井ホテル 長瀞寄居（旧：かんぽの宿寄居）
- 亀の井ホテル 潮来（旧：かんぽの宿潮来）
- 亀の井ホテル 青梅（旧：かんぽの宿青梅）
- 亀の井ホテル 九十九里（旧：かんぽの宿旭）
- 亀の井ホテル 鴨川（旧：かんぽの宿鴨川）
- 亀の井ホテル 筑波山（旧 筑波山温泉 つくばグランドホテル）
- 亀の井ホテル 福井（旧：かんぽの宿福井）
- 亀の井ホテル 熱海（旧：かんぽの宿熱海本館）
- 亀の井ホテル 熱海 別館（旧：かんぽの宿熱海別館）
- 亀の井ホテル 焼津（旧：かんぽの宿焼津）
- 亀の井ホテル 伊豆高原（旧：JPリゾート 伊豆高原）
- 亀の井ホテル 知多美浜（旧：かんぽの宿知多美浜）
- 亀の井ホテル 鳥羽（旧：かんぽの宿鳥羽）
- 亀の井ホテル 彦根（旧：かんぽの宿彦根）
- 亀の井ホテル 有馬（旧：かんぽの宿有馬）
- 亀の井ホテル 赤穂（旧：かんぽの宿赤穂）
- 亀の井ホテル 奈良（旧：かんぽの宿奈良）
- 亀の井ホテル 大和平群（旧：かんぽの宿大和平群）
- 亀の井ホテル 淡路島（旧：かんぽの宿淡路島）
- 亀の井ホテル 富田林（旧：かんぽの宿富田林）
- 亀の井ホテル 紀伊田辺（旧：かんぽの宿紀伊田辺）
- 亀の井ホテル 那智勝浦（旧 かつうら御苑）
- 亀の井ホテル 観音寺（旧：かんぽの宿観音寺）
- 亀の井ホテル せとうち光（旧：かんぽの宿光）
- 亀の井ホテル 高知（旧：かんぽの宿伊野）
- 亀の井ホテル 玄界灘（旧：かんぽの宿北九州）
- 亀の井ホテル 柳川（旧：かんぽの宿柳川）
- 亀の井ホテル 阿蘇（旧：かんぽの宿阿蘇）
- 亀の井ホテル 阿蘇 パークリゾート（旧：ホテル阿蘇の司）

### 空庭温泉
- 空庭温泉 OSAKA BAY TOWER

## グループ会社
- 株式会社ナクアホテル&リゾーツマネジメント（ホテルエピナール那須・白浜オーシャンリゾート・リゾートホテルオリビアン小豆島）
- 別府ホテル・マネジメント合同会社（別府亀の井ホテル）
- アイランド株式会社（石垣島ホテル フサキリゾートヴィレッジ）
- 株式会社アートホテルズ旭川（アートホテル旭川）
- 弘前ホテル・マネジメント合同会社（アートホテル弘前シティ）
- 株式会社エイチエル・インベストメンツ（アートホテル上越）
- 新潟ホテル・マネジメント合同会社（アートホテル新潟駅前）
- 株式会社函館国際ホテル（函館国際ホテル）
- 株式会社霧島国際ホテル（霧島国際ホテル）[15]
- 株式会社琉球ホテルリゾート八重山（アートホテル石垣島）

## テレビ番組
- 日経スペシャル カンブリア宮殿 「人気の宿」に変える！驚きの再生術（2024年2月15日、テレビ東京）- 会長・山本俊祐出演[21][22]。

## テレビCM
「ウィークリーマンション東京」時代には、会社の電話番号を歌い込んだサウンドロゴを用いたCMを放送していた。なお、サウンドロゴ中の電話番号は現在でもアイコニア・ホスピタリティ本社の電話番号として使用中である。